# Ван Гог: Портрет, написаний словами
«Ван Гог: Портрет, написаний словами» (англ. Van Gogh: Painted with Words) — телевізійний фільм-біографія, Алана Єнтоба створений кінематографістами каналу BBC One з Бенедиктом Камбербетчем у головній ролі Ван Гога. Ця документальна драма розповідає про знаменитого нідерландського художника Вінсента Ван Гога і про той життєвий шлях, який він пройшов. Кожне слово, вимовлене акторами у фільмі, взято з листів, які Ван Гог надсилав своєму молодшому братові Тео, а також тим, хто його оточував. Виникає складний портрет витонченої, цивілізованої та водночас стражденної людини.

## Сюжет
Наслідуючи через юність, злиденну молодість, метання від професії до професії — від вчителя до спроб стати священнослужителем і до того моменту, коли він взяв до рук олівець, і знову бідність, хвороби, розлад психіки та ранню, у віці 37 років, смерть — фільм "Ван Гог: портрет написаний словами пресіоністів. Він почав кар'єру у торговій фірмі, але був звільнений. Тоді він вирішив, що хоче стати учителем, але не міг знайти постійної роботи. Потім він навчався стати священником, але провалив іспити. У нього не виходило нічого, за що б він не брався, доки не почав малювати ескізи.

## У ролях
- Бенедикт Камбербетч — Вінсент Ван Гог
- Джеймі Паркер — Тео Ван Гог
- Ейдан Макардл — Поль Гоген

## Нагороди
- 2011 — Фільм брав участь у фестивалі Banff Television Festival та переміг у номінації: Best Arts Program.[2]